# NGC 6472
NGC 6472 est une petite galaxie spirale (?) relativement éloignée et située dans la constellation du Dragon. Sa vitesse par rapport au fond diffus cosmologique est de 9 629 ± 4 km/s, ce qui correspond à une distance de Hubble de 142,0 ± 9,9 Mpc (∼463 millions d'al). NGC 6472 a été découverte par l'astronome américain Lewis Swift en 1886.
En raison d'une brillance de surface égale à 11,95 mag/am2, on peut qualifier NGC 6472 de galaxie présentant une brillance de surface élevée.
- Note : Les galaxies NGC 6456, NGC 6463, NGC 6470, NGC 6471, NGC 6472, et NGC 6477 sont assez près l'une de l'autre sur la sphère céleste. L'attribution d'un numéro NGC à ces galaxies demandent certaines hypothèses. Aussi, l'indentification de celles-ci doit être considérée comme incertaine, mais elle est probablement correcte[3]. Harold Corwin a écrit un texte assez fouillé à ce sujet[5].